# Jacek Trznadel

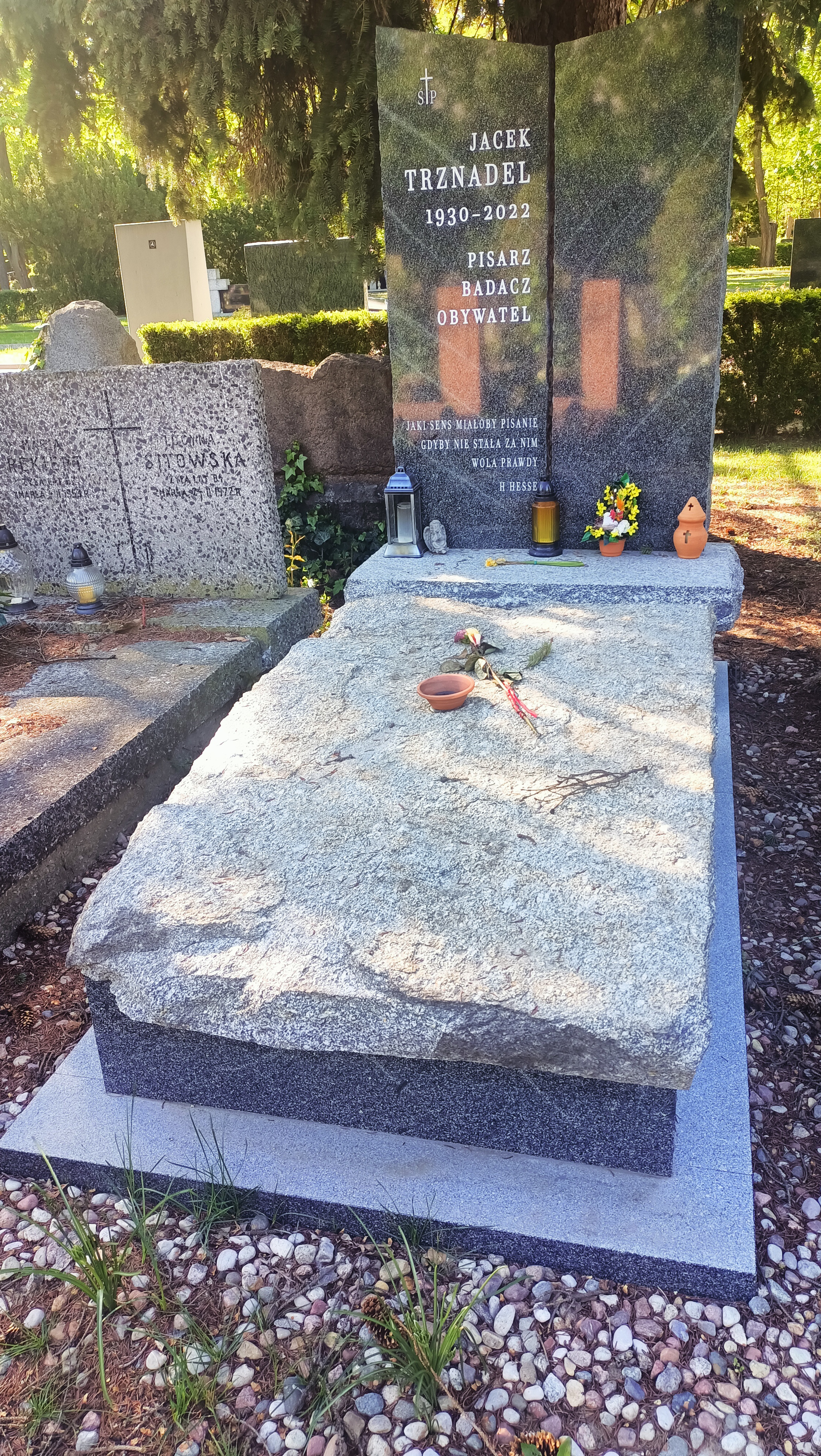
Grób Jacka Trznadela na cmentarzu wojskowym na Powązkach

Jacek Jan Trznadel (ur. 10 czerwca 1930 w Olkuszu, zm. 23 stycznia 2022 w Warszawie) – polski pisarz, poeta, tłumacz, krytyk literacki i publicysta, profesor nauk humanistycznych.

## Życiorys
Był synem Edwarda Trznadla, urzędnika administracji państwowej (starosty powiatu zawierciańskiego) i Ireny Trznadlowej z domu Kapel, nauczycielki. W 1948 wstąpił do Organizacji Młodzieży Towarzystwa Uniwersytetu Robotniczego, która została wcielona do Związku Młodzieży Polskiej. Z ZMP odszedł w 1949. W tym samym roku rozpoczął studia na Uniwersytecie Wrocławskim. Następnie studiował na Uniwersytecie Jagiellońskim i Uniwersytecie Warszawskim. W 1964 uzyskał stopień doktora, w 1976 habilitował się, a w 1992 uzyskał tytuł profesora. W 1952 został pracownikiem Instytutu Badań Literackich Polskiej Akademii Nauk.
Od 1956 do 1970 był członkiem Polskiej Zjednoczonej Partii Robotniczej. W 1975 podpisał List 59. Od jesieni 1978 do 1983 pełnił funkcję dyrektora sekcji polskiej i profesora literatury polskiej Uniwersytetu paryskiej Sorbony. Współpracował z paryską "Kulturą".
W 1989 był jednym z współzałożycieli Niezależnego Komitetu Historycznego Badania Zbrodni Katyńskiej, a w 1990 jednym z inicjatorów powołania Polskiej Fundacji Katyńskiej (członek Rady).
Najbardziej znaną publikacją Trznadla jest Hańba domowa – zbiór wywiadów z pisarzami tworzącymi w okresie polskiego stalinizmu. Książka i jej fragmenty zostały również wydane w języku francuskim, angielskim i duńskim.
W 1994 wydał tom szkiców historycznych poświęconych sprawie Katynia Powrót rozstrzelanej armii, a także zbiór esejów literackich z literatury polskiej i francuskiej oraz przekładów Ocalenie tragizmu. Rok później wydał zbiór opowiadań katyńskich Z popiołu czy wstaniesz?, za który w 1999 otrzymał nagrodę im. Leszka Proroka. W 1997 roku w opracowaniu redakcyjnym Jacka Trznadla ukazało się pierwsze polskie wydanie książki Katyń. Zbrodnia bez sądu i kary autorstwa Józefa Mackiewicza. W 1998 opracował i wydał po raz pierwszy Zdziczenie obyczajów pośmiertnych Bolesława Leśmiana. Opublikował też kilka zbiorów poezji.
Zaangażował się politycznie – w 1994 był członkiem komisji opracowującej projekt konstytucji RP z ramienia Solidarności, a w 1995 był przewodniczącym komitetu wyborczego Jana Olszewskiego w wyborach prezydenckich. W 1997 otrzymał Nagrodę im. Jerzego Łojka, Instytutu Józefa Piłsudskiego w Nowym Jorku, za „walkę z fałszem i zdradą w życiu narodowym”.
Od 2002 był członkiem jury przyznającego Nagrodę im. Józefa Mackiewicza.
W 2010 roku w liście otwartym do premiera RP Donalda Tuska zwrócił się o powołanie międzynarodowej komisji technicznej dla zbadania przyczyn katastrofy polskiego Tu-154 w Smoleńsku. W 2011 roku opublikował książkę Wokół zamachu smoleńskiego.
W 2016 otrzymał Złoty Medal „Zasłużony Kulturze Gloria Artis”. W 2020 został odznaczony przez Prezydenta Polski, Andrzeja Dudę Krzyżem Komandorskim Orderu Odrodzenia Polski.
Zmarł 23 stycznia 2022 w Warszawie.

## Publikacje
Eseistyka
- Twórczość Leśmiana. Próba przekroju (1964)
- Czytanie Norwida. Próby (1978)
- Hańba domowa (1986)
- Powrót rozstrzelanej armii. Katyń – fakty, rewizje, poglądy (1994)
- Z popiołu czy wstaniesz? Opowiadania '"stamtąd" (1995)[a]
- Kolaboranci. Tadeusz Boy-Żeleński i grupa komunistycznych pisarzy we Lwowie 1939–1941 (1998)
- Wokół zamachu smoleńskiego (2011)
- Od Leśmiana do Mackiewicza. Wybór szkiców o literaturze polskiej XX w. (2024)[8].

Zbiory poezji
- Wyjście (1964)
- Gdzie indziej (1971)
- Rana (1974)
- Więcej niż można mieć (1979)
- Podróże darmowe (1991)
- Dzikie gęsi. Podręczna centuria snów (1997)
- Utajone w oddechu (Wydawnictwo Test, 2003)
- Bez odbioru (Wydawnictwo Test, 2008)
- Nawet jeśli nic (Wydawnictwo Test, 2015)